# 姚卫海
姚卫海（1963年11月—），男，汉族，河北乐亭人，中华人民共和国政治人物。现任北京市东城区政协副主席。第十三、十四届全国政协委员。